# آيت الحسن (تالزمت)
آيت الحسن هي إحدى مشيخات المملكة المغربية، تتبع جغرافيا لإقليم بولمان وإداريًا لتالزمت. يقدر عدد سكانها بـ 3940 نسمة حسب الإحصاء الرسمي للسكان والسكنى لسنة 2004.